# Demetri (pintor)
Demetri (en grec antic: Δημήτριος, Demetrios) fou un pintor de l'antiga Grècia del segle ii aC especialitzat en paisatges.
Segons Diodor de Sicília, era pintor de la cort de Ptolemeu VI Filomètor (185−145 aC) a Alexandria, i quan el seu germà, Ptolemeu VIII Evèrgeta II, usurpà el tron i Filomètor fugí a Roma, Demetri l'acompanyà. Sembla que l'art del paisatgisme de Demetri fou una de les influències en la pintura mural romana itàlica.